# Лисиця сирота
Лисиця сирота — російський анімаційний фільм студії «Пілот» 2004 року. Входить в цикл «Гора самоцвітів»

## Сюжет
Мультфільм за мотивами Башкирської казки. Аналог іспанської народної казки «Горщик меду».
Вирішили Вовк, Ведмідь, Заєць і Півень побудувати хату. Завели у себе хазяйство, побудували вулики з бджолами, город з овочами. Вирішили вони масло з молока зробити. Але одного вечора до них завітала Лисиця-сирота. Вона стала у них жити-допомагати. Але Лисиця дізналася про масло і заховала його у дерево біля їхнього будинку. Але Півень дізнався, що це Лисиця зробила. Вони витягнули із дерева масло і поклали туди вулик з бджолами. Лисиця заглянула у дупло і бджоли стали її кусати. Так вона і була покарана.

## У ролях
| Актор              | Роль     |
| ------------------ | -------- |
| Сергій Баталов     | ведмідь  |
| Ольга Гусілетова   | лисиця   |
| Валерій Чигляєв    | півень   |
| Олександр Леньков  | заєць    |
| Володимир Шульга   | вовк     |
| Станіслав Стрілков | оповідач |

## Творці
- Режисер — Сергій Гордіїв
- Автор сценарію — Георгій Заколодяжний, Олександр Татарський
- Продюсер — Ірина Каплична
- Композитор — Іліко Четашвілі
- Звукооператор — Катерина Желєзкова